# Alfredo Signoretti
Alfredo Signoretti (Capranica, 19 febbraio 1901 – Roma, 22 gennaio 1971) è stato un giornalista italiano direttore de La Stampa dal 1932 al 1943.

## Vita e opere
Laureatosi in Lettere e Storia all'Università La Sapienza di Roma, Alfredo Signoretti compì una brillante carriera nel mondo del giornalismo, prestando sempre particolare attenzione ai temi internazionali.
Tra il 1922 e il 1935 diresse, su incarico di Benito Mussolini, la rubrica di politica estera di Gerarchia, rivista ufficiale del Fascismo. Sin dal 1927 fu corrispondente e inviato speciale a Ginevra per i lavori della Società delle Nazioni. Successivamente, fu redattore capo de Il lavoro d'Italia e de La stirpe; e capo dell'ufficio romano de La Stampa di Torino.
Fu insegnante (con Ugo Indrio) di Politica Internazionale alla Scuola Fascista di Giornalismo. Dall'agosto 1932 al 26 luglio 1943 diresse La Stampa.
Fu segretario dell'Associazione Stampa Subalpina dal 1935 al 1944 (anno in cui gli subentrò Tullio Gianetti). Il 1º febbraio 1948 assunse la direzione del quotidiano monarchico catanese La voce dell'isola, che prese nell'occasione il nuovo nome di Giornale dell'isola.
Nel 1952 venne chiamato da Achille Lauro alla guida del quotidiano napoletano Roma, che diresse per cinque anni.
Morì nel 1971.